# Новоматвіївське (Миколаївський район)
Новоматві́ївське —  село в Україні, у Костянтинівській сільській громаді Миколаївського району Миколаївської області. Населення становить 228 осіб.

## Населення
Згідно з переписом УРСР 1989 року чисельність наявного населення села становила 194 особи, з яких 91 чоловік та 103 жінки.
За переписом населення України 2001 року в селі мешкала 221 особа.

### Мова
Розподіл населення за рідною мовою за даними перепису 2001 року:
| Мова       | Відсоток |
| ---------- | -------- |
| українська | 86,84 %  |
| російська  | 8,77 %   |
| молдовська | 3,95 %   |
| інші       | 0,44 %   |